# Göttlesbrunn-Arbesthal
Göttlesbrunn-Arbesthal est une commune autrichienne du district de Bruck an der Leitha en Basse-Autriche.